# Karl Kaiser (Richter)
Karl Kaiser († 11. März 1966) war ein deutscher Diplom-Ingenieur und ehemaliger Richter am Bundespatentgericht.

## Werdegang
Kaiser schloss sein Studium als Diplom-Ingenieur ab. Er war nach Errichtung des Bundespatentgerichts ab dem 1. Juli 1961 dessen erster Vizepräsident. Am 30. Juni 1965 schied er aus dem Amt aus.